# United World Wrestling
United World Wrestling (UWW) abans coneguda com a FILA (Federation Internationale des Luttes Associees), és una federació internacional de l'esport de la lluita amateur, lluita lliure i grecoromana; les seves funcions inclouen supervisar la lluita als Campionats del Món i als Jocs Olímpics. Entre altres, també s'encarreguen d'organitzar lluites de grappling.